# Céran
Céran település Franciaországban, Gers megyében. Lakosainak száma 229 fő (2022. január 1.). Céran Brugnens, Fleurance, Goutz, Lalanne és Pis községekkel határos.

## Népesség
A település népességének változása:
| Lakosok száma | 166  | 151  | 152  | 167  | 212  | 213  | 222  | 227  | 229  | 229  |
|               | 1968 | 1982 | 1990 | 2006 | 2013 | 2015 | 2017 | 2019 | 2020 | 2022 |